# 後藤站
後藤站（日语：／ Gotō eki */?）是位於鳥取縣米子市米原字三軒家道西空地，西日本旅客鐵道（JR西日本）境線的車站。車站愛稱（妖怪）為泥田坊站。
車站名稱取自為鐵路盡力建設的米子富商後藤快五郎。

## 概要
車站鄰近JR西日本後藤綜合車輛所本所，為方便電氣化列車了出入後藤綜合車輛所，米子至後藤綜合車輛所之間路段已經電氣化。後藤綜合車輛所東南方為富士見町站。

## 歷史
- 1902年（明治35年）11月1日 - 官設鐵道御來屋站至米子站至境站（現時：境港站）之間開通，此站啟用。
  - 當時車站地址為鳥取縣西伯郡福米村米原字三軒家道西空地。
- 1909年（明治42年）10月12日 - 制定路線名稱。成為境線車站。
- 1938年（昭和13年）3月17日 - 隨著福米村編入至米子市（第一次），車站地址變為鳥取縣米子市米原字三軒家道西空地。
- 1987年（昭和62年）4月1日 - 伴隨國鐵分割民營化，車站由西日本旅客鐵道（JR西日本）營運。
- 2005年（平成17年）
  - 3月31日 - 隨著米子市（第二次）成立，車站地址變為鳥取縣米子市米原字三軒家道西空地。
  - 4月1日 - 靠近境港一方的車站大樓內的售票業務廢止，成為無人車站。
- 2019年（平成31年) 3月16日 - 車載型IC出入閘機開始使用，此站開始可以使用IC卡「ICOCA」[2]。

另外，在1926年至1938年之間於站前曾經設有米子電車軌道的電車站。

## 構造

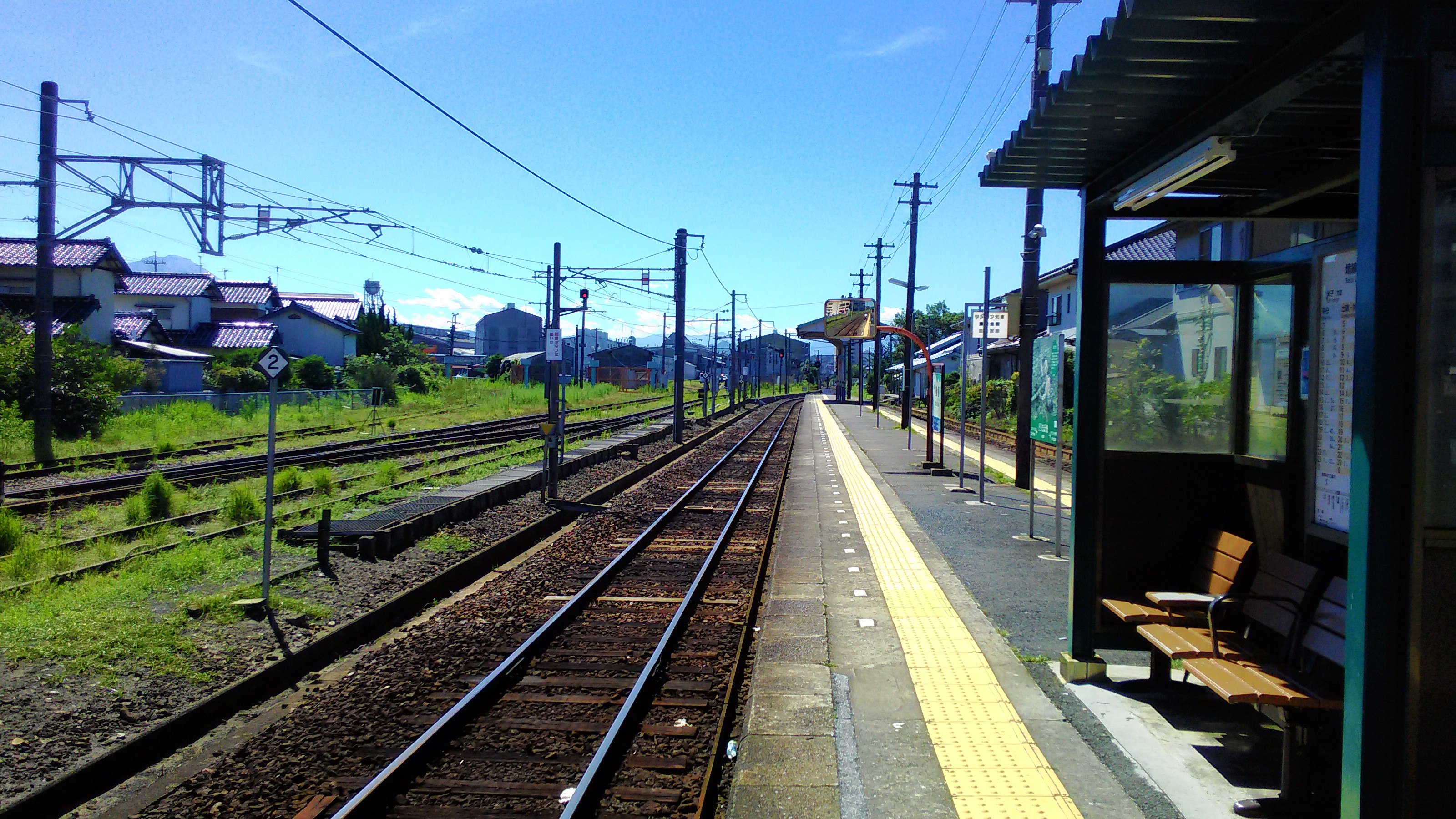
月台（米子方向）

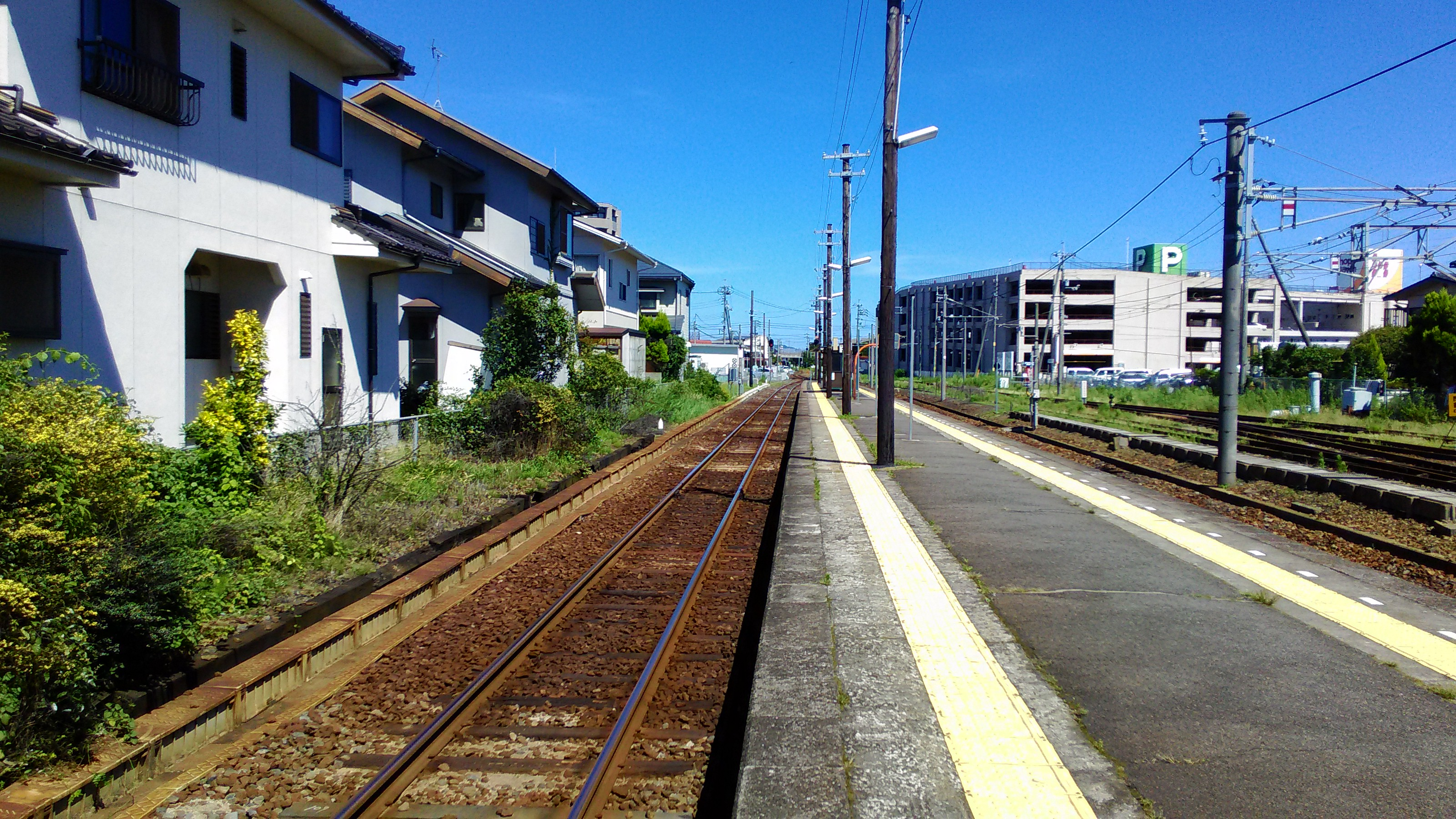
月台（境港方向）

車站是一座地面車站，設有1面2線的島式月台。月台為非電氣化路軌。到發線為一條電氣化路軌，該路軌用作讓車輛出入後藤総合車輛所後藤工場之用。
此站是由米子站管理的無人車站。靠近米子一方的西邊設有車站大樓，在成為完全無人車站時，大樓事務室變成西日本電氣系統（JR西日本集團子公司）。月台上的候車室已經撤走，該處變為設置椅子。
自動售票機位於月台上，同時於米子一方西邊車站大樓內設置的乘車站証明書發行機已經撤走。
月台與車站出入口之間設有站內平交道連接。

### 月台
| 月台 | 路線 | 上下行 | 方向     |
| ---- | ---- | ------ | -------- |
| 1    | 境線 | 下行   | 境港方向 |
| 2    | 境線 | 上行   | 米子方向 |

※截至2017年3月，月台上設有月台編號牌。在列車運輸指令上的月台編號與旅客資訊上的月台編號相同，西邊（下行）月台為1號月台。

## 使用狀況
以下為近年一日平均上下車人次列表：
| 上下車人次變化 | 上下車人次變化 |
| 年度           | 1日平均人次    |
| -------------- | -------------- |
| 2007年         | 796            |
| 2008年         |                |
| 2009年         |                |
| 2010年         |                |
| 2011年         | 916            |
| 2012年         | 903            |
| 2013年         | 899            |
| 2014年         | 852            |
| 2015年         | 868            |
| 2016年         | 856            |
| 2017年         | 866            |
| 2018年         | 866            |

## 周邊
- 希望小鎮
- EDION（日语：エディオン）米子店
- Goodhill（日语：グッドヒル） Fashion Stadium米子店
- 洋服之青山（日语：青山商事）米子本店
- 米子錦町郵局
- 山陰合同銀行米子西分店
- 米子信用金庫（日语：米子信用金庫）
- 鳥取縣道245號兩三柳後藤停車場線（日语：鳥取県道245号両三柳後藤停車場線）
- 鳥取縣道317號兩三柳西福原線（日语：鳥取県道317号両三柳西福原線）

## 巴士路線
最近的巴士站是在西南方400米處的日之丸自動車境線「角盤町四丁目」巴士站。或是在西北方300米處的米子市Dandan巴士「後藤站入口」巴士站。

## 相鄰車站
西日本旅客鐵道
 境線
富士見町－後藤－三本松口

## 注腳
1. 1 2  杉山匡史. . 朝日新聞 (朝日新聞社). 2015-05-18: 朝刊 鳥取全県版 （日语）.
2. ↑   （页面存档备份，存于）（日語）
3. ↑  国土数値情報(駅別乗降客数データ)2011-2015年  （页面存档备份，存于）（日語） - 國土交通省，2019年7月4日參閲
4. ↑  国土数値情報　駅別乗降客数データ  （页面存档备份，存于）（日語） - 國土交通省，2020年9月13日參閲

## 外部連結
- 後藤｜車站資訊：JR出門網 - 西日本旅客鐵道（日語）